# Orpierre (tổng)
Tổng Orpierre là một tổng của Pháp nằm ở tỉnh Hautes-Alpes trong vùng Provence-Alpes-Côte d'Azur.

## Địa lý
Tổng này được tổ chức xung quanh Orpierre thuộc quận Gap. Độ cao thay đổi từ 557 m (Saléon) à 1 375 m (Trescléoux) với độ cao trung bình 743 m.

## Hành chính
| Giai đoạn | Ủy viên     | Đảng | Tư cách |
| --------- | ----------- | ---- | ------- |
| 2008-2014 | Julie Ravel | PS   |         |
| 2001-2008 | Georges Mas | DVG  |         |

## Các đơn vị cấp dưới
Tổng Orpierre gồm 7 xã với dân số là 957 người (điều tra năm 1999, dân số không tính trùng)
| Xã                  | Dân số | Mã bưu chính | Mã insee |
| ------------------- | ------ | ------------ | -------- |
| Étoile-Saint-Cyrice | 31     | 05700        | 05051    |
| Lagrand             | 268    | 05300        | 05069    |
| Nossage-et-Bénévent | 8      | 05700        | 05094    |
| Orpierre            | 256    | 05700        | 05097    |
| Sainte-Colombe      | 50     | 05700        | 05135    |
| Saléon              | 69     | 05300        | 05159    |
| Trescléoux          | 275    | 05700        | 05172    |

## Biến động dân số
| 1962                                                     | 1968 | 1975 | 1982 | 1990 | 1999 |
| -------------------------------------------------------- | ---- | ---- | ---- | ---- | ---- |
| 750                                                      | 885  | 848  | 859  | 947  | 957  |
| Nombre retenu à partir de 1962 : dân số không tính trùng |      |      |      |      |      |